# Ri Sol-ju
Ri Sol-ju (em coreano: 리설주; hanja: 李雪主; Coreia do Norte, c. 1989) é a atual primeira-dama da Coreia do Norte por ser a esposa do líder supremo norte-coreano, Kim Jong-un.
O líder norte-coreano Kim Jong-un e sua família foram caracterizados como "secretos", pouco se sabe sobre Ri Sol-ju das fontes oficiais norte-coreanas, embora ela tenha recebido uma cobertura mais especulativa no exterior. Ela apareceu várias vezes em público com o marido. Em abril de 2018 seu título foi elevado na mídia estatal de apenas "camarada" para "respeitada primeira-dama", considerada uma honra significativa e a primeira vez que o título foi usado desde 1974.

## Biografia

### Início de vida
Sabe-se muito pouco sobre a origem de Sol-ju; alguns analistas até dizem que seu nome "quase certamente é um pseudônimo". Seu ano de nascimento relatado é variado entre 1985 e 1989. A família de Ri é supostamente da elite política; sua mãe é chefe de uma enfermaria de ginecologia e seu pai é professor. É dito que ela se formou na Escola de Ensino Médio: Geumsung 2, em Pyongyang, e estudou música vocal na China. Acredita-se que ela é parente de Ri Pyong-chol, um ex-general da força aérea e conselheiro próximo de Kim Jong-un.
O jornal JoongAng Ilbo e outros comentaristas a identificaram como cantora na Orquestra Unhasu de Pyongyang, orquestra que já fez várias apresentações no exterior, por essa razão, autoridades norte-coreanas estariam "tentando apagar seu passado como artista e cantora confiscando CDs populares piratas de suas performances", como um em que ela canta a música "Sobaeksu". Outras fontes afirmam que ela é supostamente uma estudante de graduação na Universidade Kim Il-sung, cursando doutorado em ciências.
Em 2005, teria visitado a Coreia do Sul como animadora de torcida da equipe norte-coreana durante o Campeonato Asiático de Atletismo de 2005. Dizia-se que ela estava entre as 90 líderes de torcida que gritavam a frase "Somos um!". Ri teria dito a um professor sul-coreano durante a viagem: "Queremos ter aulas com os professores do sul depois de nos reunirmos o mais rápido possível".

### Casamento
Segundo a BBC, que citou um analista que conversou com o jornal sul-coreano The Korea Times, o pai de seu marido, Kim Jong-il, teria organizado o casamento às pressas antes de sofrer um derrame em 2008, casamento que ocorreu em 2009.
Acredita-se que teve um filho do sexo masculino em 2010.
Em dezembro de 2012, fontes relataram que estaria visivelmente grávida, embora as autoridades norte-coreanas não tivessem comentado sobre isso.
Em março de 2013, o ex-jogador de basquete da NBA Dennis Rodman visitou Kim Jong-un na Coreia do Norte e ao voltar, contou ao tabloide britânico The Sun que ela havia dado à luz a uma filha saudável. Rodman disse ao The Guardian em setembro de 2013 que o filho do casal era uma menina e se chama Kim Ju-ae (coreano: 김주애).
Autoridades de inteligência sul-coreanas relataram que, em fevereiro de 2017, ela deu à luz um terceiro filho de sexo desconhecido.

### Primeira-dama da Coreia do Norte

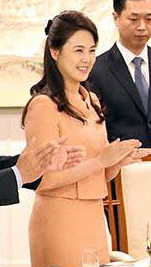
Ri Sol-ju em 2018

Em 2012, especulações sobre sua identidade começaram depois de várias aparições públicas ao lado de Kim Jong-un. Oficiais de inteligência da Coreia do Sul inicialmente identificaram-na como Hyon Song-wol, uma antiga cantora do grupo de orquestra Pochonbo Electronic Ensemble. No entanto, em 25 de julho de 2012, a mídia estatal norte-coreana oficialmente identificou-a como "sua esposa, a camarada Ri Sol-ju". O anúncio do casamento marcou uma mudança em relação ao pai de Kim, Kim Jong-il, que nunca apresentou suas esposas ao público.
Em julho de 2012, em um show de gala da elite na Coreia do Norte, Ri estava elegantemente "vestida com um terno preto elegante na tradição Chanel", considerado incomum para as mulheres norte-coreanas. Juntamente com outras mudanças recentes no governo, como a demissão de um alto general da linha-dura, o casamento de Kim Jong-un é visto pelos analistas como "uma continuação do que é uma mudança de política, uma ofensiva de propaganda ou ambas". Segundo especialistas, as aparições de Ri Sol-Ju teriam o objetivo de impulsar uma gradual abertura do regime norte-coreano, o mais fechado do mundo. O jornal britânico The Guardian chamou-a de "Kate Middleton comunista".
Em setembro de 2012, Kenji Fujimoto, ex-chef de sushi pessoal de Kim Jong-il, disse que conheceu Ri em uma recente viagem à Coreia do Norte. Ele a descreveu como "tão encantadora ... não posso descrever a voz dela, é tão suave...". Como presente de despedida, Ri deu a Fujimoto uma bolsa Christian Dior, que Ri havia sido vista usando anteriormente.
De 2012 a 2014, Ri apareceu ocasionalmente na mídia norte-coreana, acompanhando o marido em eventos, mas ela foi vista raramente posteriormente. Entre março e dezembro de 2016, Ri Sol-Ju não participou de nenhum evento público, o que gerou uma série de especulações de que a esposa do Líder Supremo poderia estar novamente grávida, caído em depressão ou até mesmo tivesse sido condenada à morte. O casal foi visto junto novamente durante manobras da Força Aérea da Coreia do Norte. Ri teve longos períodos fora da vista do público em 2015, 2016 e 2017.
Em 2018 Ri assumiu um papel diplomático. Em março de 2018 ela visitou a China com seu marido, encontrando o líder político da China Xi Jinping e sua esposa Peng Liyuan. A despeito de sempre exercer funções típicas de primeira-dama, somente em abril de 2018, antes da conferência intercoreana de 2018, foi reconhecida como tal, após receber o título de seu marido. O título de Ri foi elevado a "respeitada primeira-dama" (até então ela era denominada de "camarada"), pela primeira vez desde 1974, onde o título era usado na Coreia do Norte pela segunda esposa de Kim Il-sung, Kim Song-ae. A mudança de título foi inaugurada em uma reportagem lida pela estrela âncora Ri Chun-hee, que costuma fazer grandes anúncios. Ri participou da cúpula, a primeira esposa de um líder norte-coreano a participar de uma, e conheceu a primeira-dama da Coreia do Sul, Kim Jeong-suk, pela primeira vez. Ri também ajudou a sediar a visita de Xi Jinping e sua esposa Peng Liyuan à Coreia do Norte em junho de 2019.